# Stjepan Mesić
Stjepan "Stipe" Mesić (født 24. december 1934 i Orahovica, Jugoslavien) er en kroatisk politiker, der var landets præsident 2000-2010. Tidligere har han været premierminister og formand for parlamentet, ligesom han var den sidste præsident i SFR Jugoslavien.
Mesić blev kandidat i jura ved Zagrebs Universitet i 1961.
Han begyndte sin politiske karriere som parlamentsmedlem i den føderale socialistiske republik Kroatien, der dengang var en del af Jugoslavien. Under "det kroatiske forår" i begyndelsen af 1970'erne sad han et år i fængsel for sin deltagelse i en bevægelse, der arbejdede for ligestilling af de jugoslaviske folkeslag. I begyndelsen af 1990'erne gik han med i Kroatiens Demokratiske Union, som han blev partileder for. Han forlod partiet i 1994 i protest mod partiets delingspolitik i Bosnien-Hercegovina, og dannede et nyt parti, Kroatiens Uafhængige Demokrater. Sammen med en fraktion af partiet indgik han i 1997 i Kroatiske Folkeparti, hvor han blev næstformand for landsorganisationen og formand for Zagreb-afdelingen.
Ved Kroatiens første frie valg i 1990, blev Mesić premierminister. I august samme år blev han Kroatiens repræsentant i regeringen i Jugoslavien, hvilket han var til maj 1991. Han blev i december samme år formelt Jugoslaviens præsident og dermed landets sidste. Han blev det selvstændige Kroatiens første talsmand i parlamentet i 1992, hvilket han var frem til 1994, hvor han skiftede parti. 7. februar 2000 blev han valgt som Franjo Tuđmans efterfølger som Kroatiens præsident og tiltrådte 18. februar. Han trådte derefter ud af partipolitik. I 2005 blev han genvalgt.

## Æresbevisninger
Stjepan Mesić er siden den 1. september 2008 Kommandør af Storkorset af Trestjerneordenen.